# Весёлое (Шахтёрский район)
Весёлое (укр. Веселе) — село на Украине, находится в Шахтёрском районе Донецкой области. Под контролем самопровозглашённой Донецкой Народной Республики.

## География
В Донецкой области имеются ещё 10 одноимённых населённых пункта, в том числе сёла Весёлое (на северо-западной окраине Донецка) и Весёлое (к северу от Авдеевки) в Ясиноватском районе, Весёлое (на юге области) в Новоазовском районе, Весёлое в Старобешевском районе.
К востоку от населённого пункта проходит граница между Донецкой и Луганской областями.

#### Соседние населённые пункты по странам света
С: Круглик
СЗ: Никишино, Каменка, Редкодуб (Артёмовского района), Редкодуб (Шахтёрского района)
СВ: Фащевка (Перевальский район Луганской области)
З: Димитрова, Кумшацкое, Полевое, Данилово
В: Фащевка (Антрацитовский район Луганской области)
ЮЗ: Тимофеевка
ЮВ:
Ю: Стрюково, Рассыпное

## Население
Население по переписи 2001 года составляло 23 человека.

## Известные уроженцы
- Майский, Иван Матвеевич (1899—1974) — советский военачальник, полковник.

## Общие сведения
Код КОАТУУ — 1425285602. Почтовый индекс — 86220. Телефонный код — 6255.

## Адрес местного совета
86220, Донецкая область, Шахтёрский р-н, с. Никишино, ул. Колхозная, д. 1